# Kester Freriks
Kester (Cornelis Christophel Maria) Freriks (Jakarta, 24 oktober 1954) is een Nederlandse schrijver van romans, verhalen, gedichten, toneelstukken en essays.

## Jeugdjaren
Toen hij drie jaar oud was verhuisde het gezin Freriks naar Nederland. Vervolgens woonde Freriks in Zandvoort, Groningen en Almelo waar hij twee middelbare scholen bezocht; eerst het Pius X College en vervolgens het Christelijk Lyceum. Deze omzwervingen in zijn jeugd verklaren mogelijk zijn latere zelfgekozen thematiek van nergens thuis te zijn. In zijn omvangrijke schrijversbiografie Geheim Indië. Het leven van Maria Dermoût 1888-1962 geeft hij aan de hand van het leven en het oeuvre van deze Nederlands-Indische schrijfster vorm aan dezelfde thematiek. Ook in zijn romans en poëzie speelt het besef van thuisloosheid een belangrijke rol.
Al in zijn jeugd was Freriks gefascineerd door valken. Maar in plaats van biologie en ornithologie studeerde hij Nederlandse taal- en letterkunde, Duits, filosofie en theaterwetenschappen aan de Universiteit van Amsterdam.
Zijn roman Hölderlins toren werd in 1982 bekroond met de Van der Hoogt-prijs.

## Ontwikkeling als schrijver
Tussen 1975 en 1979 was Freriks verbonden aan het toneelgezelschap Handke/Weiss. Hij trad op als acteur, vertaler en dramaturg. Sinds 1981 is hij verbonden aan de kunstredactie van het NRC Handelsblad en schrijft hij over theater, literatuur, vogels en natuur.
In het academische jaar 1985-1986 was hij writer in residence aan de University of Minnesota in Minneapolis, USA. Hij debuteerde in 1978 in het tijdschrift Hollands Maandblad; een jaar later verscheen bij Uitgeverij Meulenhoff zijn verhalencyclus Grand Hotel Lembang. In zijn werk speelt het begrip migratie een belangrijke rol.
Behalve in het Hollands Maandblad publiceerde Kester Freriks in tijdschriften als Tirade, De Gids, De Revisor, Maatstaf, De Held, Fodor Maandblad, De Zingende Zaag, Bzzlletin en De Tweede Ronde.
Voor de reeks Privé-domein van De Arbeiderspers vertaalde hij de brieven van de Duitse dichter Friedrich Hölderlin (1790-1843). Freriks werk staat in diverse bloemlezingen, onder meer in De Nederlandse poëzie van de negentiende en twintigste eeuw in duizend en enige gedichten van Gerrit Komrij en De Nederlandse en Vlaamse literatuur vanaf 1880 tot nu in 250 verhalen van Joost Zwagerman. Zijn novelle De Metropool werd in 1990 verfilmd als Sundog.
Hans Warren noemde Freriks in de Provinciale Zeeuwse Courant de laatste romanticus van de Nederlandse literatuur. Over de bekroonde roman Hölderlins toren schreef Arie Staal, verbonden aan de University of Michigan, dat Kester Freriks een schrijver is 'haunted by the past'. Vertaalde verhalen van Freriks verschenen in de Amerikaanse tijdschriften The Massachusetts Review (Amherst, Massachusetts) en The Literary Review (Madison, New Jersey).